# Жабихове
Жабихове (біл. вёска Жабіхава) — село в складі Березинського району Мінської області, Білорусь. Село підпорядковане Поплавській сільській раді, розташоване в східній частині області.